# Bezeni, Florești
Bezeni este un sat din cadrul comunei Izvoare din raionul Florești, Republica Moldova.

## Istorie
Satul Bezeni a fost atestat documentar la 20 august 1588 într-un act de danie a domnitorului Moldovei Petru Șchiopul către Andrei hatmanul. Satul Bezeni a avut de suferit de pe urma invaziei cazacilor, după cum reiese din acte datând din secolul al XVII-lea:
„Din mila lui dumnezeu, noi Io Petru voievod, domn al Țării Moldovei. Facem cunoscut cu această carte a noastră, tuturor celor ce o vor vedea sau o vor auzi cetindu-se, că acest adevărat al nostru credincios și cinstit boier, jupan Andrei hatman ne-a slujit drept și credincios. De aceia noi, văzând slujba lui dreapta și credincioasă către noi, i-am miluit pe dânsul, cu deosebita noastră mila și i-am dat și i-am miluit pe dânsul dela noi, în țara noastră, în Moldova, cu un sat anume Zăvădinele, care este în ținutul Sorocii, pe râul Răut și pe amândouă părțile Răutului și cu loc de mori la râul Răutului, care acest sat a fost sat drept domnesc.

...

Dar noi am cercetat cu amănuntul, pentru rândul acestui sat Zăvădini și pentru hotarul lui pe unde a ținut. ... Și s'a dat pentru satul Heceștii, Visternicii și pentru satul Joldeștilor asemenea în Vistiarniti și pentru Prajilele, satul Goeneștii pe Răut și pentru Coluneștii, satul Bursuceanii și pentru Drojdieștii, li s'a dat lor între Trifan și între Miron, care este pe Căenar și pentru Nemțeani, s'a dat în fața Lozilor și mai sus de Coșciug, iar pentru Mărculești, alți Mărculești pe Camenca pentru Pridenii, li s'a dat lor în jos de Stârceani, pe Răut și pentru Begeani, alți Begeani care sunt pe Căenar ...

...

Iar pentru mai mare putere și întărire a toate acestor mai sus scrise, am poruncit credinciosului și cinstitului nostru boier, jupân Lupul Stroici mare logofăt, să scrie si să atârne pecetea noastră la aceasta adevărata carte de seamă a noastră.

A scris Roșca uricar în Iași, în anul 7096 <1588> August 20.”
În a doua jumătate a secolului al XIX-lea la Bezeni aveau moșie boierii Stamo. La mijlocul secolului XIX Egor Stamo înființase aici o crescătorie de cai de rasă. Recensământul din 1870 găsea în localitate 37 de gospodării și o populație de 177 de locuitori.
Către 1923 satul avea deja 920 de locuitori, 155 case, 2 case boierești, pepinieră, școală primară mixtă.
După război, foamete și deportări, în 1949 populația satului s-a micșorat până la 501 locuitori.
Satul nu are biserică însă hramul se sărbătorește pe 14 octombrie. Conform legendei, satul Bezeni își trage denumirea de la niște insecte, care sălășuiau în număr mare în lunca râului Căinari. Bâzâitul lor ar fi fost la originea denumirii satului. Conform altei variante, denumirea de „Bezeni” provine de la îmbinarea de cuvinte „люди без имени”, cu semnificația „oameni fără pământ”. Satul Bezeni este baștina scriitorului Nicolae Vieru.

## Geografie
Bezeni este un sat din cadrul comunei Izvoare, raionul Florești. Satul are o suprafață de circa 1,19 kilometri pătrați, cu un perimetru de 6,39 km. Amplasat pe malul râului Căinari, Bezeni se află la o distanță de 26 km de orașul Florești și la 156 km de Chișinău.

## Populație
Conform datelor recensământului din anul 2004, populația satului constituia 318 oameni, dintre care 44,97% - bărbați și 55,03% - femei. Structura etnică a populației era următoarea: 99,37% - moldoveni, 0,63% - ruși.